# زازالی
زازالی (به لاتین: Zazalı) یک منطقه مسکونی در جمهوری آذربایجان است که در شهرستان ساموخ واقع شده است. زازالی ۵۷۹ نفر جمعیت دارد.